# 费耶特 (阿拉巴马州)
费耶特（英文：Fayette），是美国阿拉巴马州下属的一座城市。面积约为8.55平方英里（约合22.14平方公里）。根据2010年美国人口普查，该市有人口4,619人，人口密度为540.23/平方英里（约合208.63/平方公里）。